# 富宁湖
富寧湖（越南语：／），是越南广南省的一个湖，位于富宁县和成山县边界。靠近湖岸附近有三岭矿场，富溪富平森林公园和占婆塔建筑，还有一个瀑布。可蓄水344,000,000立方千米，共有30个小岛星罗棋布于其中。